# Anisakis kuekenthalii
Anisakis kuekenthalii is een rondwormensoort uit de familie van de Anisakidae. De wetenschappelijke naam van de soort is voor het eerst geldig gepubliceerd in 1889 door Cobb.